# Paul Gallico
Paul Gallico (ur. 26 lipca 1897 w Nowym Jorku jako Paul William Gallico, zm. 15 lipca 1976 w Monako) – amerykański pisarz, autor opowiadań oraz powieści o tematyce sportowej. Do najbardziej znanych jego dzieł należą: nowela The Snow Goose (1941), która w 1975 roku zainspirowała zespół Camel do nagrania albumu koncepcyjnego pod tym samym tytułem oraz powieść przygodowa The Poseidon Adventure (1969), która stała się kanwą filmów: Tragedia „Posejdona” (1972), Po tragedii Posejdona (1979), Posejdon (2005) i Posejdon (2006).

## Życiorys i twórczość
Paul Gallico urodził się jako syn włoskiego pianisty koncertowego Paolo Gallico i pochodzącej z Austrii Hortense Erlich. Rodzice mieli nadzieję, ze syn pójdzie w ślady ojca i zajmie się muzyką, ale młody Paul, mierzący 191 cm, zainteresował się sportem. Uczęszczał do Columbia College przy Columbia University, który ukończył w 1921 roku. Pracował jako sztauer, bileter w operze, robotnik w fabryce, instruktor wychowania fizycznego i korepetytor. W college’u oprawiał wiele dyscyplin sportowych, w tym pływanie i wioślarstwo. Chciał poznać każdą dyscyplinę od strony fizycznej, żeby zdobyte doświadczenia wykorzystać później w pracy pisarskiej. Po krótkim okresie współpracy z „National Board of Review” dołączył w 1922 roku do zespołu „New York Daily News”. Początkowo zajmował się tematyką teatralną, później przeszedł do działu sportowego, gdzie zlecono mu napisanie artykułu o znanym bokserze Jacku Dempseyu. W 1923 roku Gallico stoczył z Dempseyem walkę, którą przegrał przez nokaut. Przez następne 14 lat zajmował się sportem, zarówno jako wydawca jak i felietonista, pisząc o znanych postaciach ze świata sportu. Jego reportaże miały posmak autentyczności. Gallico próbował swych sil w ponad 30 dyscyplinach, w tym w pilotażu samolotów. Przekonywał znanych sportowców, aby walczyli z nim lub pozwalali sobie towarzyszyć. Grał w tenisa z Helen Wills Moody i Vincentem Richardsem, pływał z Johnnym Weissmullerem, chwytał piłki baseballowe rzucane przez Dizzy’ego Deana i Lefty’ego Grove’a, grał w golfa z Bobbym Jonesem i jeździł z kierowcą wyścigowym Cliffem Bergerem. Jego wnikliwe i realistyczne reportaże dostarczały czytelnikom wiedzy nie tylko na temat dyscypliny sportowej, ale i uprawiającego ją zawodnika. Gallico przyczynił się do zorganizowania amatorskiego turnieju bokserskiego Golden Gloves (Złote Rękawice) i podobnego turnieju dla łyżwiarzy-amatorów pod nazwą Silver Skates (Srebrne Łyżwy).
W 1932 roku Gallico zajął się pisarstwem, a zwłaszcza fikcją literacką. Opublikował 14 krótkich opowiadań magazynie „The Saturday Evening Post”, jedno zaś – w „The American Magazine”. W 1936 roku odszedł z „Daily News”. Działał przeważnie jako freelancer. Pisał artykuły i krótkie opowiadania dla takich periodyków jak (wspomniane wyżej) „The Saturday Evening Post” i „The American Magazine” oraz „Reader’s Digest”, „Esquire”, „True”, „Collier’s”, „Good Housekeeping”, „Vogue”, „The New Yorker”. Jego 36 wspomnień o sporcie końca lat 20. zostało opublikowanych na łamach „Cosmopolitan”, a następnie wydanych w 1938 roku jako bestseller Farewell to Sport, którego fragmenty opublikowały później „Reader’s Digest”, „Collier’s” i „Good Housekeeping”. Napisane w 1941 roku opowiadanie The Snow Goose zdobyło w tym samym roku wyróżnienie O. Henry Memorial Prize. Latem 1944 roku Gallico został korespondentem wojennym „Cosmopolitan”. Pisarz był czterokrotnie żonaty. Po wojnie mieszkał w Anglii, Liechtensteinie i Monako. Napisał 41 książek i 11 scenariuszy. Jego najbardziej znane książki to: The Snow Goose (1941), Manxmouse (1968), Mrs. ’Arris Goes to Paris (1958) i jej 4 sequele oraz The Poseidon Adventure (1969).